# Fresnoy
Fresnoy település Franciaországban, Pas-de-Calais megyében. Lakosainak száma 65 fő (2022. január 1.). Fresnoy Rollancourt, Incourt, Vieil-Hesdin és Willeman községekkel határos.

## Népesség
A település népességének változása:
| Lakosok száma | 64   | 64   | 67   | 69   | 69   | 71   | 71   | 68   | 65   |
|               | 2013 | 2015 | 2016 | 2017 | 2018 | 2019 | 2020 | 2021 | 2022 |